# مامبلاس
مامبلاس دهستانی در استان آبیلای اسپانیا است.
در این دهستان ۲۷۳ نفر زندگی می‌کنند. مساحت این دهستان ۲۳٫۸۴ کیلومتر مربع است.